# چیدل، استافوردشر
latitudeچیدل، استافوردشرlongitudeچیدل، استافوردشر
چیدل، استافوردشر (به انگلیسی: Cheadle, Staffordshire) یک شهرک در بریتانیا است که در انگلستان واقع شده‌است.

## خصوصیات
چیدل ۱۲٬۱۵۸ نفر جمعیت دارد.